# 利林费尔德县

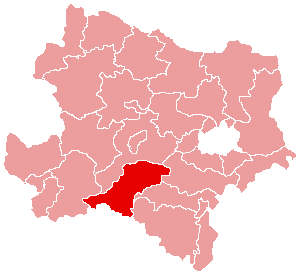
利林费尔德县在下奥地利州的位置

利林费尔德县（德語：Bezirk Lilienfeld）是奥地利下奥地利州所辖的一个县。总面积931.6平方公里，总人口27084，人口密度29人/平方公里（2001年）。行政中心位于利林费尔德。

## 行政区域
利林费尔德县辖有14个市镇。